# 王誠 (明朝)
王誠，字允誠，浙江紹興府上虞縣人，明朝政治人物、進士出身。

## 生平
鄉試三十一名。洪武四年，會試二十三名，登進士三甲，授濟寧福魚台縣縣丞。